# 林武力
林武力，漢姓林，臺灣原住民道卡斯族，台灣清治時期大甲西社抗清事件的領導人。戰敗後，林武力遭清朝軍隊逮捕，與十三名酋長依清律判決斬決梟示。

## 外部連結
- 沒沒無名的番英雄(一) - 林武力
- 大甲東社番林武力末老等立盡根杜賣絕契耕字 - 中央研究院民族學研究所數位典藏